# Vanderford Valley
Koordinaten: 66° 25′ S, 110° 10′ O
Das Vanderford Valley ist ein Tiefseegraben in der Mawsonsee vor der Budd-Küste des ostantarktischen Wilkeslands. Er liegt unmittelbar nördlich der Mündung des Vanderford-Gletschers.
Das Advisory Committee on Undersea Features (ACUF) benannte ihn 1970 in Anlehnung an die Benennung des gleichnamigen Gletschers. Dessen Namensgeber ist Benjamin Vanderford (1788–1842), Steuermann der USS Vincennes, eines der Schiffe der United States Exploring Expedition (1838–1842) unter der Leitung des US-amerikanischen Polarforschers Charles Wilkes.